# Burggraaf Frimoutpark
Het Burggraaf Frimoutpark is een park in de West-Vlaamse stad Poperinge.
Het park is vernoemd naar Dirk Frimout, de eerste Belgische astronaut en ereburger van de stad Poperinge. Hij opende het park plechtig op 1 september 2002.
Het langgerekte park meet ruim 3 ha en is gelegen langs de Poperingevaart. Het omvat drie delen:
- Een demonstratiedeel, waarin zich modeltuinen bevinden,
- Een ecologische zone
- Een recreatiezone', waarin ook optredens plaatsvinden.

In het park staat een beeld, STS-45 genaamd, dat verwijst naar de ruimtevlucht van Frimout en dat werd vervaardigd door Cyr Frimout, de broer van Dirk Frimout.